# Urbar, Mayen-Koblenz
Urbar là một đô thị ở huyện Mayen-Koblenz bang Rheinland-Pfalz, phía tây nước Đức. Đô thị Urbar, Mayen-Koblenz có diện tích 3,46 km².